# Röthenbach (Klingenberg)
Röthenbach ist ein Ortsteil der sächsischen Gemeinde Pretzschendorf im Landkreis Sächsische Schweiz-Osterzgebirge.

## Geografie

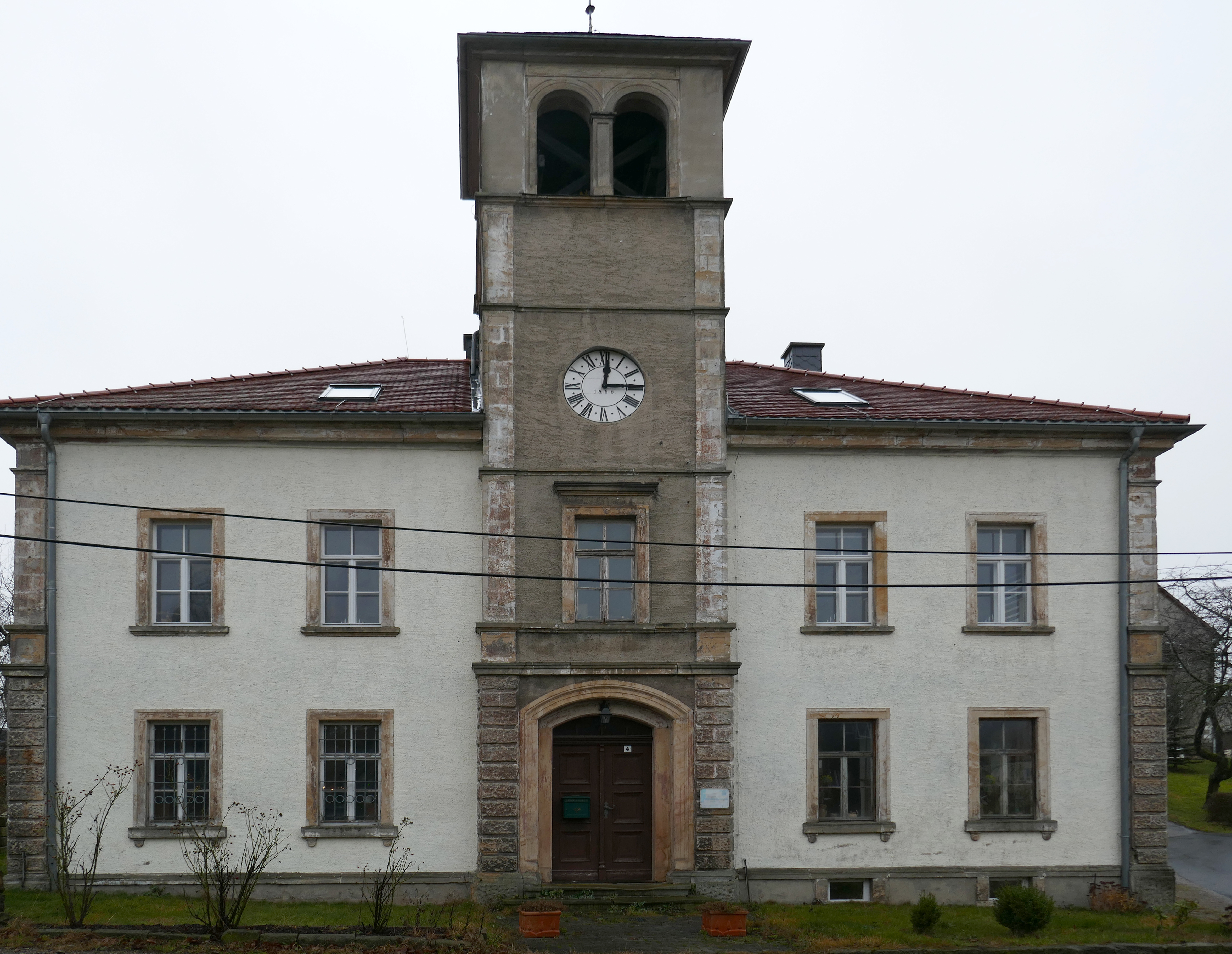
Alte Schule, Bergstraße 4

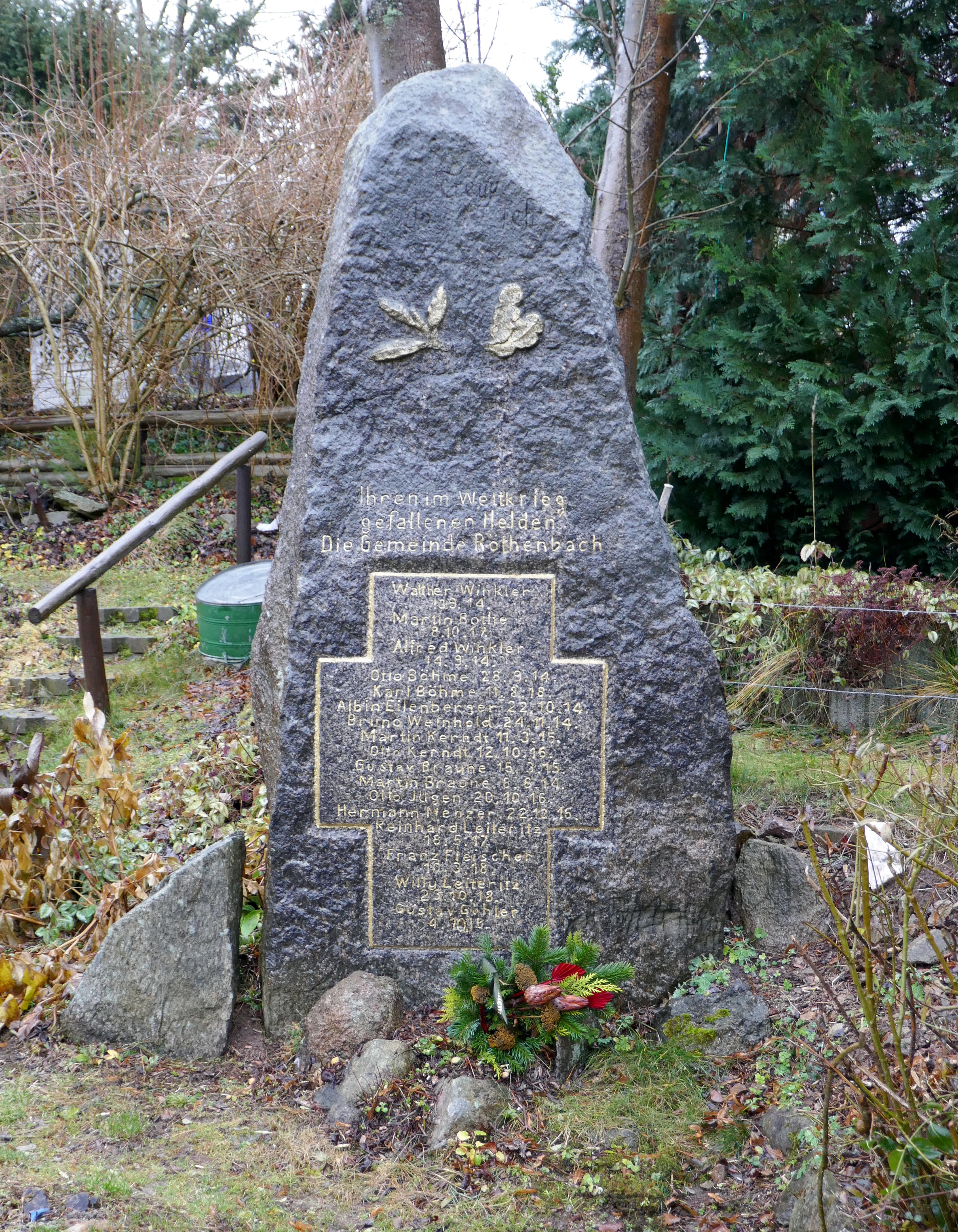
Kriegerdenkmal 1914–1918, Bergstraße

### Lage
Röthenbach liegt westlich der Wilden Weißeritz im Osterzgebirge zwischen Dippoldiswalde und Frauenstein. Der Ort zählt etwa 200 Einwohner.

### Nachbarorte
Nachbarorte Röthenbachs sind
- im Nordosten Beerwalde
- im Süden Hartmannsdorf
- im Südwesten Friedersdorf
- im Nordwesten Pretzschendorf

## Geschichte

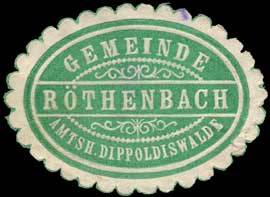
Siegelmarke der Gemeinde Röthenbach

Die Ersterwähnung des Ortes stammt von 1336. Röthenbach ist als Waldhufendorf angelegt und war 1764 zum Amt Dippoldiswalde gehörig. Bereits 1445 lag die Verwaltung bei der Pflege Freiberg. 1555 übte das Rittergut Pretzschendorf die Grundherrschaft aus, seit 1764 ist Röthenbach ein Amtsdorf. 1856 war Röthenbach zum Gerichtsamt Frauenstein gehörig, 1875 zur Amtshauptmannschaft Dippoldiswalde. 1952 wurde Röthenbach als eigenständige Gemeinde Teil des Kreises Dippoldiswalde. Am 1. August 1973 fand die Eingemeindung nach Pretzschendorf statt. Ab 1994 war der Ort Teil des aus Landkreis Dippoldiswalde und Landkreis Freital gebildeten Weißeritzkreises. Im August 2008 wurde dieser dann mit dem Landkreis Sächsische Schweiz zum Landkreis Sächsische Schweiz-Osterzgebirge zusammengelegt. Röthenbach gehört seit dem 31. Dezember 2012 zur Gemeinde Klingenberg, nachdem sich Pretzschendorf mit Höckendorf zusammengeschlossen hatte.